# Jaco Pastorius (album)
Jaco Pastorius debütáló albumának címéül saját nevét választotta. A lemez 1976-ban jelent meg és nagy sikert aratott a jazz-rajongók körében. A lemez nyitó száma Charlie Parker Donna Lee című számának feldolgozása, ezt nyolc saját szám követi.

## Tracklista
1. "Donna Lee" – Charlie Parker
2. "Come On, Come Over" – Jaco Pastorius & Bob Herzog
3. "Continuum" – Jaco Pastorius
4. "Kuru/Speak Like A Child" – Jaco Pastorius & Herbie Hancock
5. "Portrait Of Tracy" – Jaco Pastorius
6. "Opus Pocus" – Jaco Pastorius
7. "Okokole Y Trompa" – Jaco Pastorius & Don Alias
8. "(Used To Be A) Cha-Cha" – Jaco Pastorius
9. "Forgotten Love" – Jaco Pastorius